# Nové Losiny

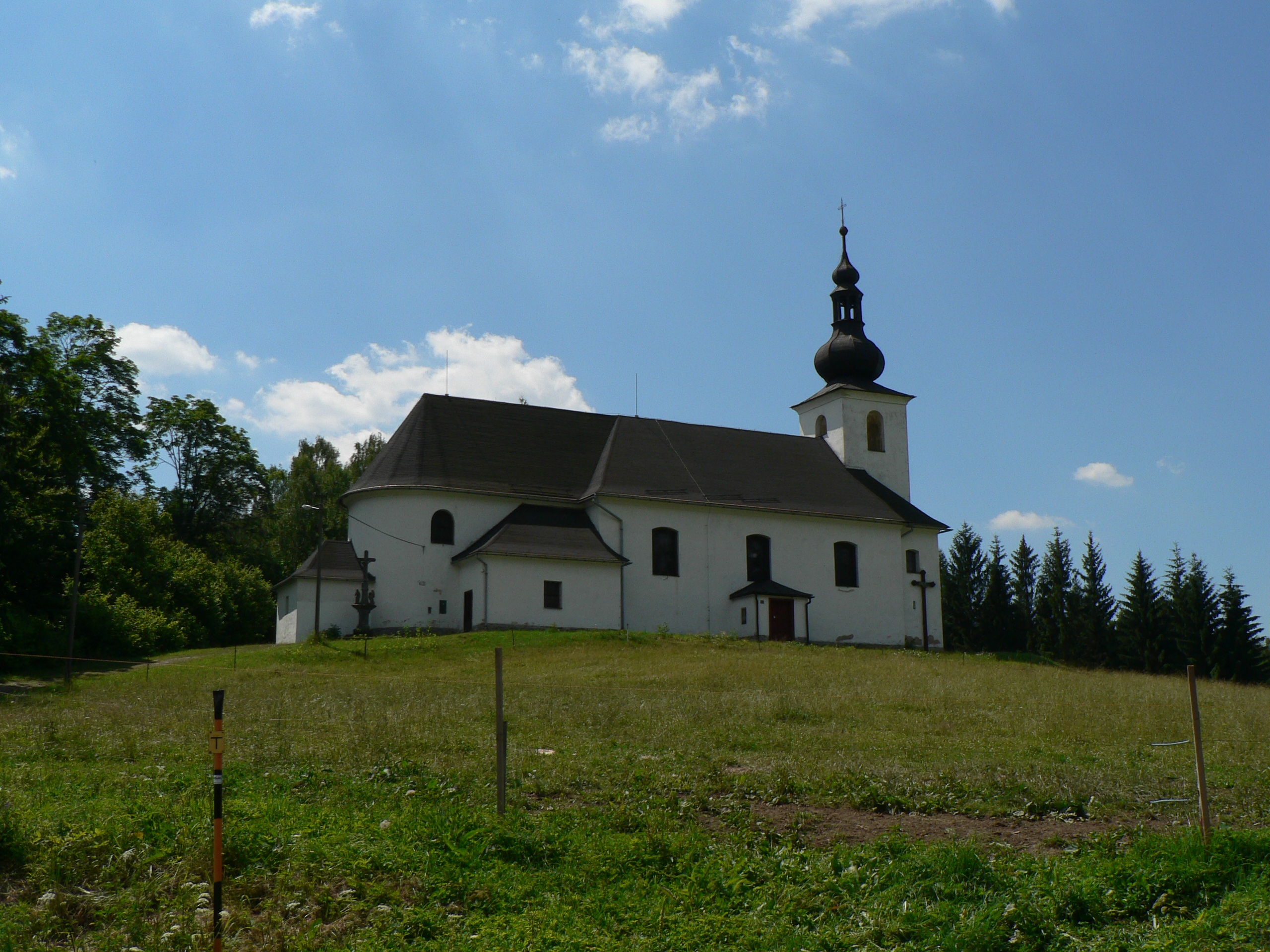
Kirche des hl. Isidor

Nové Losiny (deutsch Neu Ullersdorf) ist ein Ortsteil der  Gemeinde Jindřichov in Tschechien. Er liegt fünf Kilometer nordöstlich von Hanušovice und gehört zum Okres Šumperk.

## Geographie
Nové Losiny erstreckt sich am westlichen Fuße des Altvatergebirges am Übergang zum Goldensteiner Bergland in den Täler des Flüsschens Branná und ihres Zuflusses Novolosinský potok. Nördlich erhebt sich der Losín (Hirschenstein, 726 m), im Nordosten der Polom (1126 m) und die Černá stráň (Schwarzleithe, 1236 m), östlich der Tři kameny (Dreistein, 925 m) und Sklenský vrch (Orlich, 866 m), im Südosten der Ucháč (Ohrenberg, 1008 m), westlich der Rudný vrch (Erzberg, 628 m) und im Nordwesten der Peklo (Höllenberg, 649 m). Durch Nové Losiny führt entlang der Branná die Bahnstrecke Hanušovice–Głuchołazy, im Ort besteht eine Bahnstation.
Nachbarorte sind Františkov und Bělidlo im Norden, Annín und Kouty nad Desnou im Osten, Přemyslov, Loučná nad Desnou und Bukovice im Südosten, Labe im Süden, Jindřichov und Pleče im Südwesten, Habartice und Rudkov im Westen sowie Vikantice im Nordwesten.

## Geschichte
Neu Ullersdorf wurde 1561 durch die Herrschaft Goldenstein gegründet. Im Hufenregister von 1677 sind für das Dorf 30 Bauern und Gärtner sowie 18 Beisassen ausgewiesen. Zwischen 1711 und 1714 entstand auf einem erhöhten Platz südlich über dem Dorf die Kirche des hl. Isidor, die 1784 zur Pfarrkirche erhoben wurde. 1834 lebten in den 107 Häusern von Neu Ullersdorf 819 Menschen.
Nach der Aufhebung der Patrimonialherrschaften bildete Neu Ullersdorf / Nové Losiny mit den Ortsteilen Franzenthal / Františkov, Hohe Elbe / Vysoká Elba und Neu Josefsthal / Josefov ab 1850 eine Gemeinde im Bezirk Mährisch Schönberg und Gerichtsbezirk Mährisch Altstadt. Im Dorf bestand eine Mühle und 1892 entstand nördlich des Ortes bei Franzenthal eine Bleiche. Seit 1900 unterrichtete die Dorfschule dreiklassig. Die meisten der 1191 Einwohner arbeiteten zu dieser Zeit in der Papierfabrik Heinrichsthal sowie im herrschaftlichen Forst. 1930 hatte die Gemeinde 1150 Einwohner, davon waren neun Tschechen. 
Nach dem Münchner Abkommen wurde der Ort 1938 dem Deutschen Reich zugeschlagen und gehörte bis 1945 zum Landkreis Mährisch Schönberg. 1939 hatte Neu Ullersdorf 1122 Einwohner. Nach dem Zweiten Weltkrieg wurden die deutschen Bewohner vertrieben und Tschechen angesiedelt. 
1950 bestand Nové Losiny aus 218 Wohnhäusern und hatte nur noch 461 Einwohner. Josefová verlor 1965 seinen Status als Ortsteil und wurde aufgegeben. Seit 1976 ist Nové Losiny nach Jindřichov eingemeindet. Im Jahre 1991 dienten in Nové Losiny 53 Häuser dauerhaft zu Wohnzwecken, in ihren lebten 190 Menschen. Im Jahre 2001 bestand das Dorf aus 67 Wohnhäusern, in denen 149 Menschen lebten.

## Ortsgliederung
Zum Ortsteil Nové Losiny gehören die Ansiedlungen Františkov (Franzenthal) und Labe (Elbe) sowie die Wüstung Josefová (Neu Josefsthal).

## Sehenswürdigkeiten
- barocke Kirche des hl. Isidor, erbaut 1711–1714
- Kreuzigungsgruppe aus der ersten Hälfte des 19. Jahrhunderts
- Kreuz am Weg nach Jindřichov, Steinmetzarbeit aus dem Jahre 1858